# Roche de Vergisson
La roche de Vergisson est un sommet calcaire situé sur la commune française de Vergisson, en Saône-et-Loire.

## Géographie

### Topographie

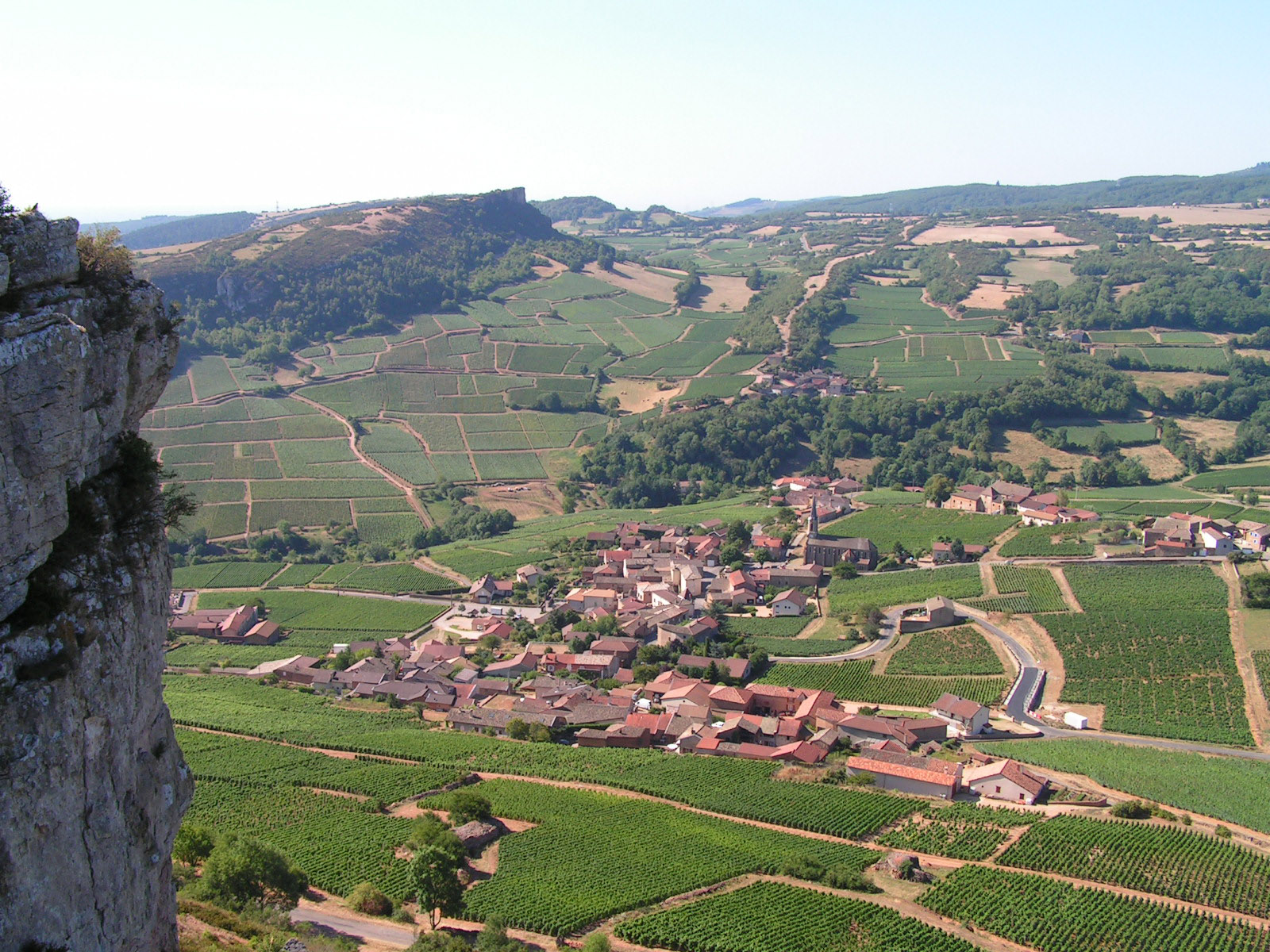
Vue depuis la roche de Vergisson.

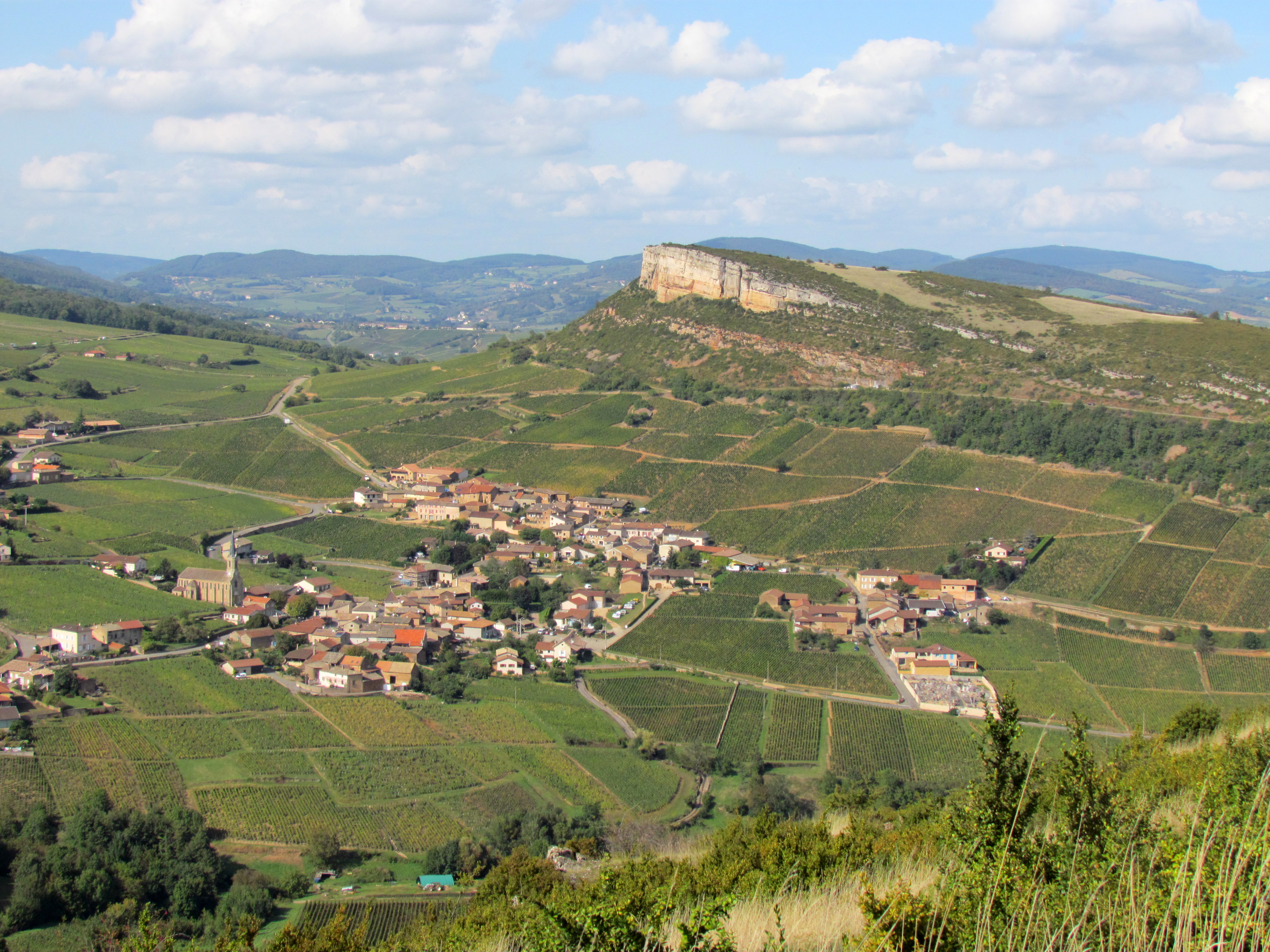
Vue de la roche de Vergisson depuis le sommet de celle de Solutré (au premier plan le village de Vergisson au milieu des vignes).

La roche de Vergisson est un escarpement abrupt situé sur la commune de Vergisson, en Saône-et-Loire, dans le Sud de la Bourgogne-Franche-Comté, à moins de deux kilomètres à vol d'oiseau de la roche de Solutré. Elle culmine à 483 mètres, soit 10 mètres de moins que sa voisine.

### Géologie
La roche de Vergisson a la même histoire géologique que la roche de Solutré : massif corallien au Secondaire, soulèvement et basculement vers l'est au Tertiaire, puis érosions diverses.

## Histoire

### Préhistoire
Durant la Préhistoire, la roche fut fréquentée par des groupes néandertaliens. On y a retrouvé plusieurs ossements de cette espèce humaine proche de la nôtre.

### Histoire contemporaine
Alphonse de Lamartine, à propos de Solutré et de Vergisson, y voit « deux navires pétrifiés surplombant une mer de vignes ».
Le 7 juin 1992, elle fut exceptionnellement gravie par le président de la République François Mitterrand, qui voulut échapper aux manifestants (agriculteurs, anciens d'Algérie) et aux journalistes qui l'attendaient au pied de la roche de Solutré dans le cadre de son ascension rituelle.

## Activités

### Viticulture
Sur les pentes de la roche de Vergisson, on trouve des vignes quadrillées de murets de pierres sèches, les murgers. Y sont représentés les vignobles de pouilly-fuissé (AOC), saint-véran (AOC) et de mâcon (AOC).

### Protection environnementale
L'ensemble constitué par les roches de Solutré et de Vergisson, et le mont Pouilly, est classé « site naturel et rural » depuis 1955. Les pelouses calcicoles sont sous protection Natura 2000. L'ensemble des communes est au cœur du Grand Site de France Solutré Pouilly Vergisson.

### Sport

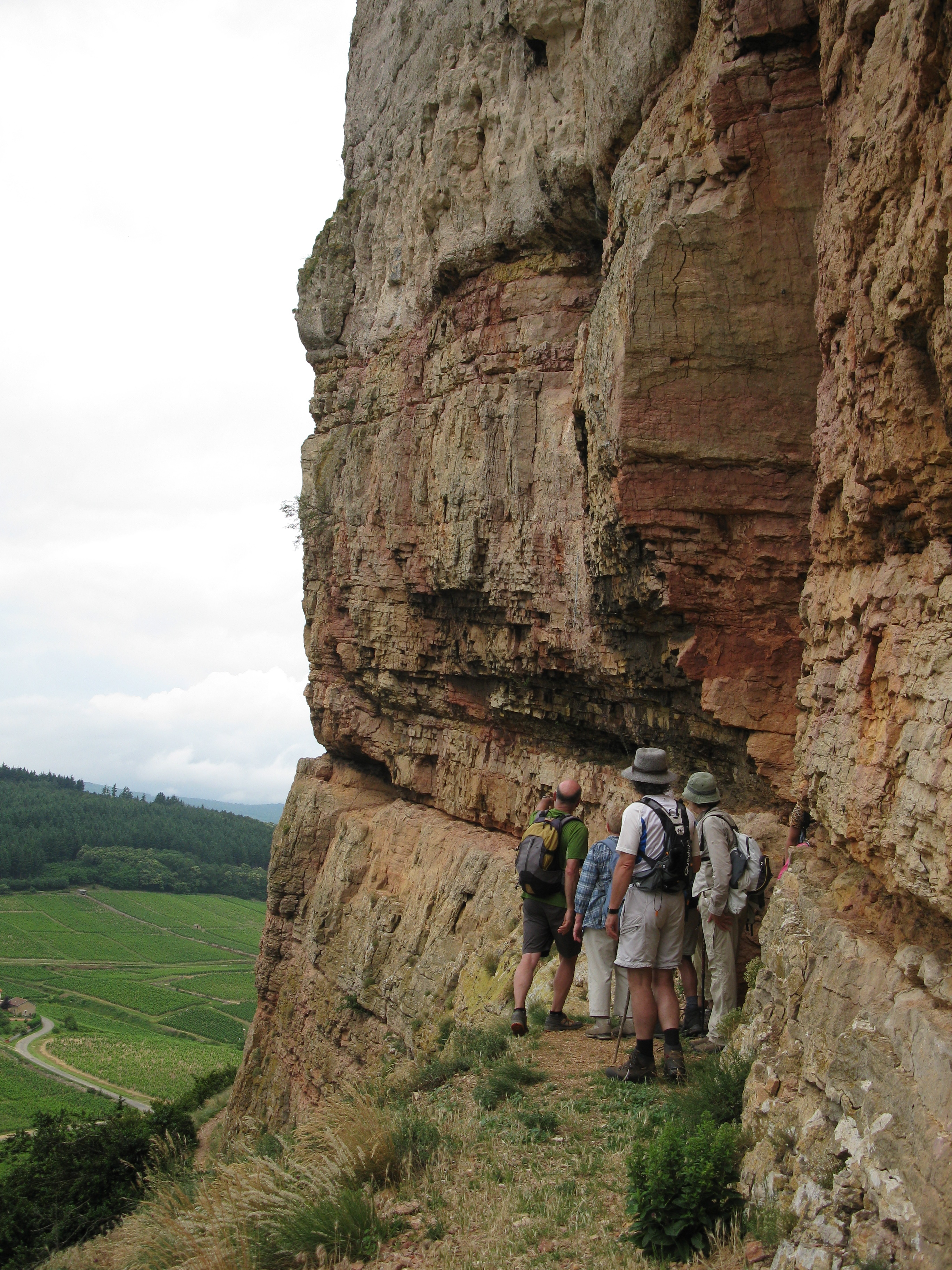
Sentier d'escalade de la roche de Vergisson.

Les falaises calcaires de la roche de Vergisson constituent, avec la falaise de Remigny, l'un des deux plus grands sites d'escalade du département, avec 122 voies recensées.
Chaque année se déroule la « randonnée des deux Roches », qui relie Solutré à Vergisson.